# Culture du Kenya
 (juillet 2009).

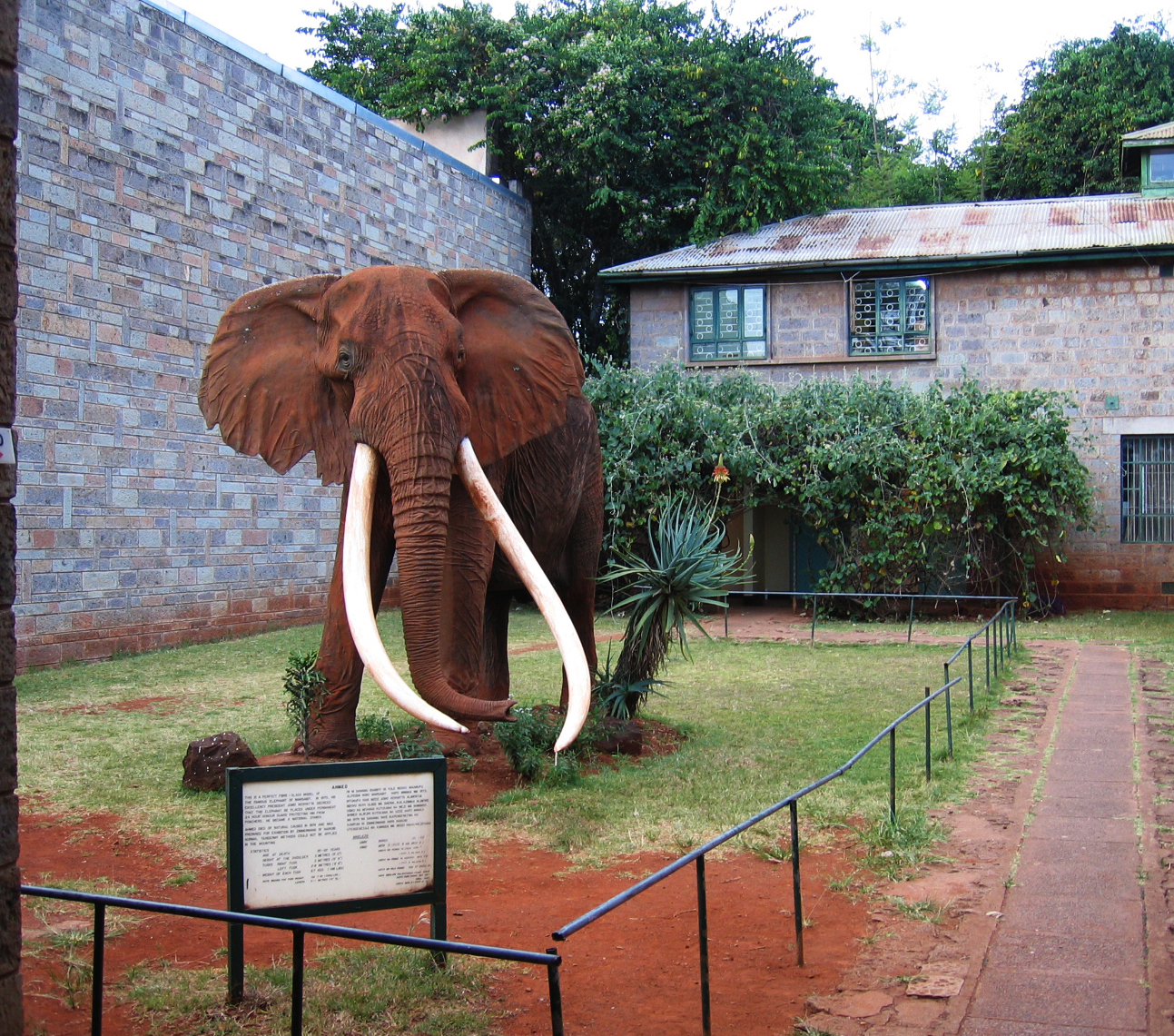
Entrée du musée de Nairobi.

La culture du Kenya, pays d'Afrique de l'Est, désigne d'abord les pratiques culturelles observables de ses habitants (42 000 000, estimation 2017).

## Langues et peuples

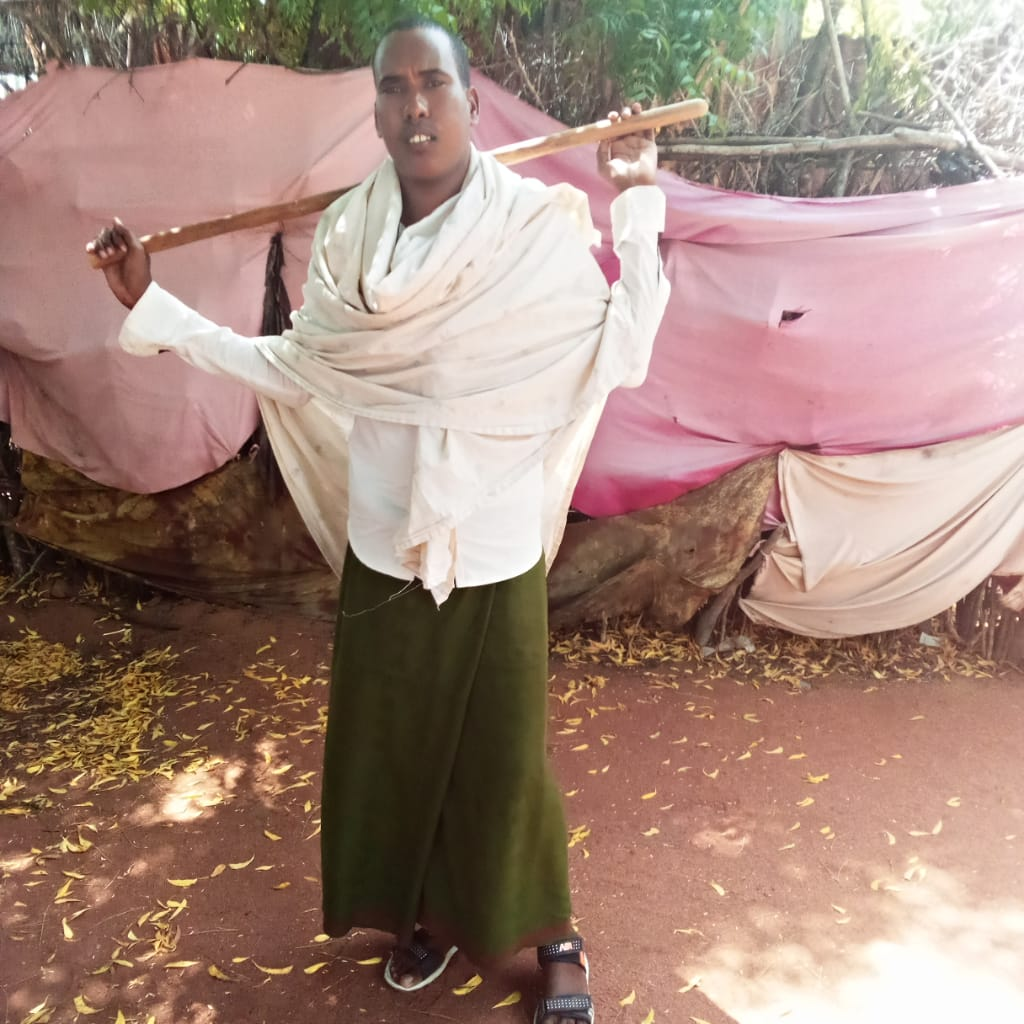
Un Somali portant le vêtement et le bâton traditionnels.

### Langues
- Langues au Kenya

### Peuples
- Groupes ethniques au Kenya, Démographie du Kenya
- Kikuyu (17,1 %), Luhya (14,3 %), Kalenjin (13,4 %), Luo (10,7 %), Kamba (9,8 %), Somali (5,8 %), Kisii (5,7 %), Mijikenda (5,2 %), Meru (4,2 %), Maasai (2,5 %), Turkana (2,1 %), non-Kényan (1 %), autres (8,2 %) (estimation 2019)

## Traditions

### Cuisine
- Cuisine kényane

La réussite de la promotion des aliments traditionnels et de la sauvegarde des modes d’alimentation traditionnels au Kenya est intégrée au Registre de bonnes pratiques de sauvegarde par l'Unesco en 2021.

### Boissons
- Eau
- Soda
- loup
- Bière traditionnelle (mil, sorgho) ou moderne
- Vin de palme
- Chang'aa[2],[3]

## Santé
- Santé au Kenya

## Sport

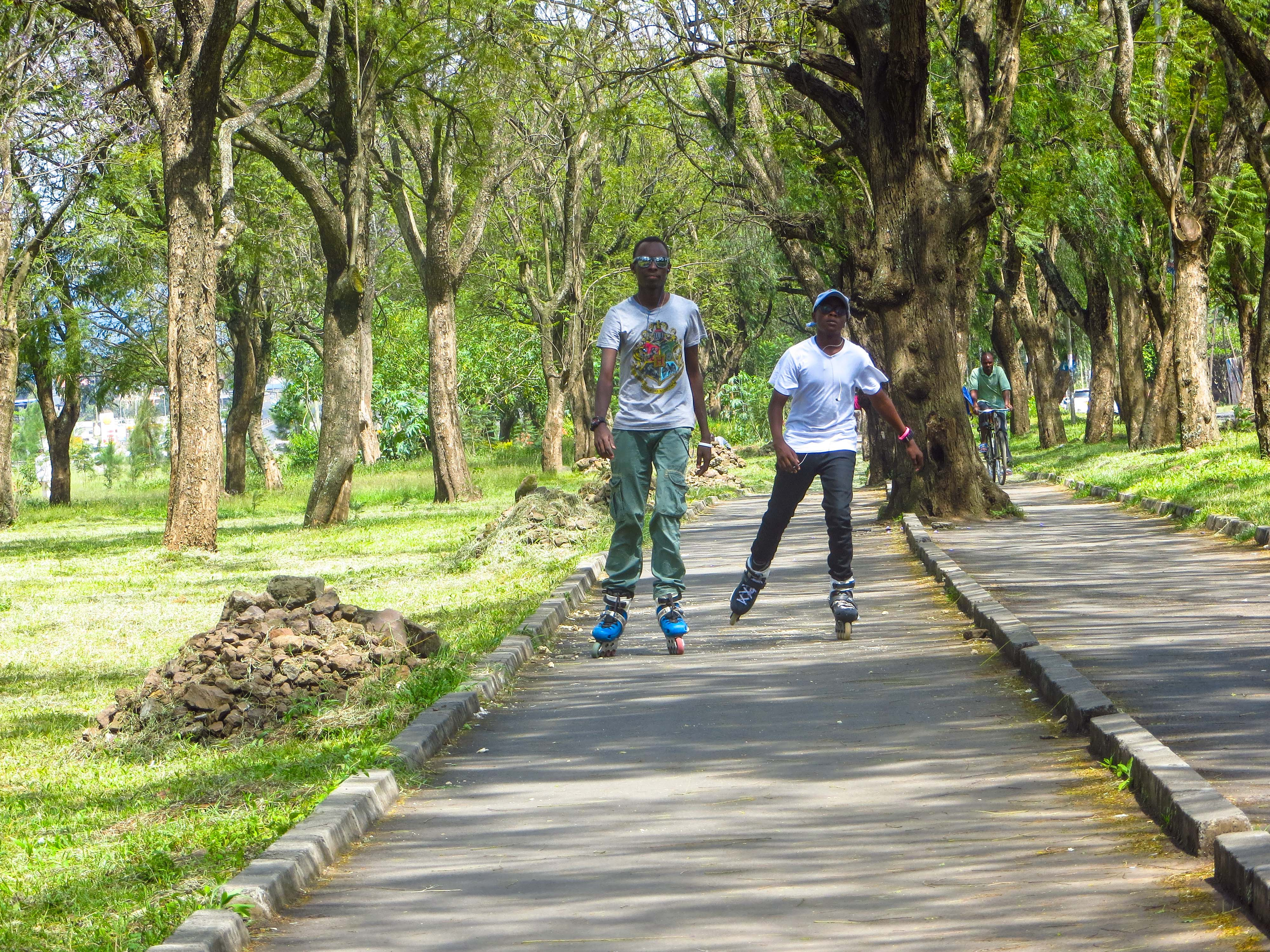
Pratique du roller à Nakuru.

- Sport au Kenya

## Jeux
- Kati

## Médias
En 2016, le classement mondial sur la liberté de la presse établi chaque année par Reporters sans frontières situe le Kenya au 95e rang sur 180 pays. Une forte dégradation de l'état de la liberté d'information a été observée depuis l'instauration des lois de 2013.

## Littérature
- Liste d'écrivains kényans
- Littérature kényane, Kenyan literature (en) (principalement en anglais et en swahili)
- Littérature swahili (en), littérature en swahili, culture swahilie
- Littérature en d'autres langues africaines : kikuyu, luo…
- Enkare Review (en) (2016), revue littéraire (Nairobi)
- Archives historiques du Kenya (en)

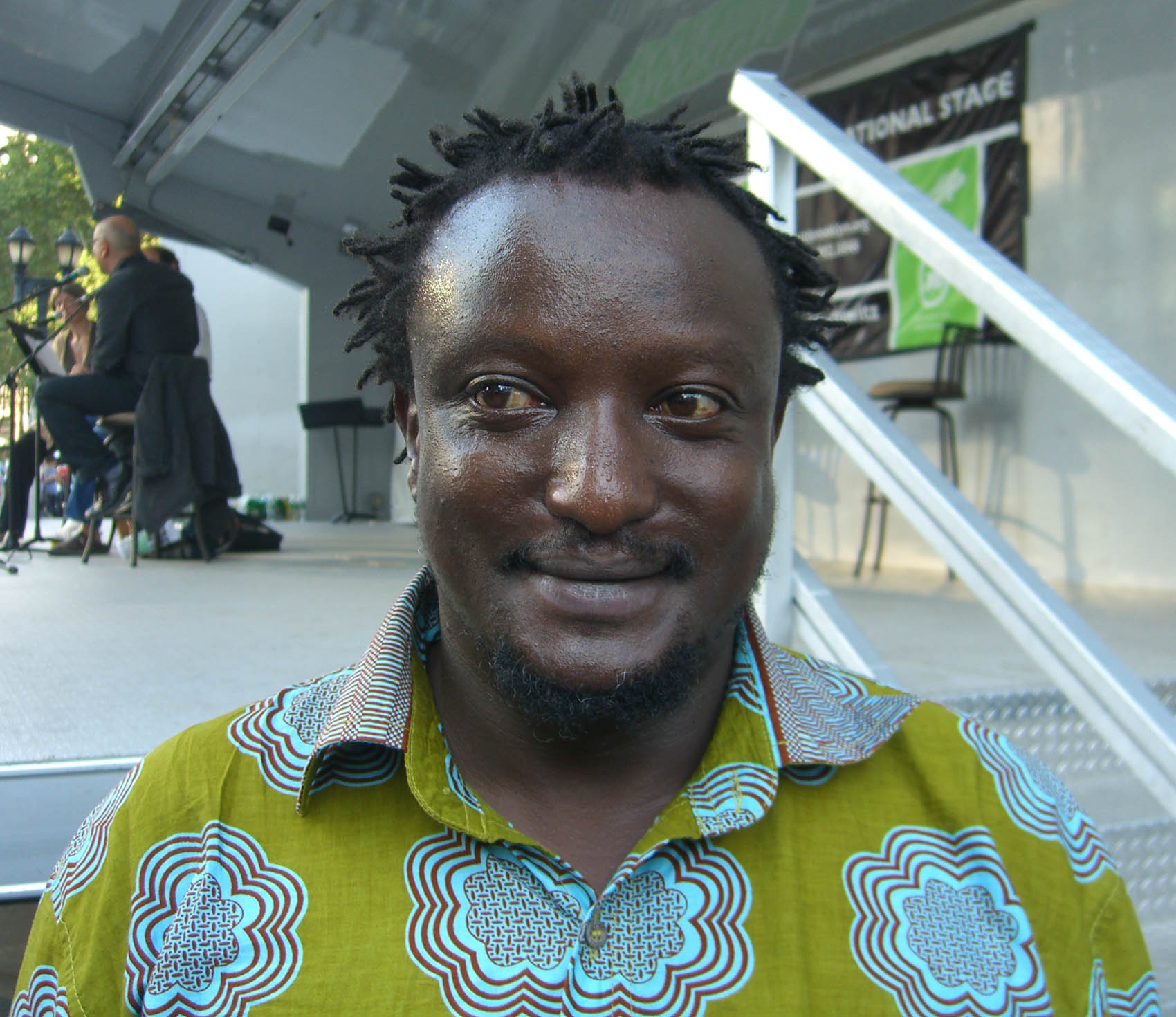
Binyavanga Wainaina.

Les romans, nouvelles, récits, et pièces de théâtre sont nombreux, mais difficiles à trouver hors de Nairobi s’ils n’ont pas retenu l’attention des grands éditeurs. Dans ce domaine aussi, l’anglais domine comme langue d’expression, situation qui crée un dilemme pour les auteurs qui se battent pour atteindre un lectorat local et pour trouver des canaux de publication. Signalons les efforts de la collection African Writers Series de la maison d'édition Heinemann Education Books. Les trois grands auteurs kényans sont Ngugi wa Thiong'o (1938-), Meja Mwangi (1948-) et Charles Mangua (en) (1939-2021). Ils ont en commun d’exprimer dans une œuvre déjà abondante la quête d’identité de l’homme noir face à l’aliénation du monde moderne, mais leur écriture emprunte des voies différentes. Dans une veine moins amère que Ngugi wa Thiong’o ou Meja Mwangi et sans esprit de contestation, Charles Manga qui fit une forte impression lors de la publication de Son of Woman en 1971, puis quinze ans plus tard avec Son of Woman of Mombasa, évoque ses propres désillusions face au mariage, à l’amitié, à la politique et désavoue l’aliénation matérialiste des élites. Ses descriptions de la vie quotidienne sont pleines d’humour ; le réalisme tourne parfois à l’obscénité comme chez un autre auteur de talent, David Maillu (My Dear Bottle, 1973).
Écrivain de théâtre très prometteur, Francis Davis Imbuga (en) (1947-2012) (Shrine of Tears, 1993) s’interroge sur l’avenir de la culture africaine. Un autre jeune auteur, consacré en 2002 par le Prix Caine, Binyavanga Wainaina, raconte dans Discovering Home le retour difficile d’un jeune kényan émigré en Afrique du Sud dans son village natal. La plus connue des femmes écrivains est Grace Ogot qui a commencé sa carrière en écrivant des scripts pour la BBC, avant d’entrer en politique et de devenir parlementaire. Une collection de nouvelles, Unwinding Threads, donne un aperçu de la littérature féminine d’où se distingue notamment Marjorie Oludhe Macgoye (The Present Moment, Victoria, Murder in Majengo). D’autres écrivains contemporains méritent d’être cités : Thomas Akare (The Slums), Sam Kahiga (Flight to Juba), Bramwell Lusweti (The Way to the Town Hall), Martha Gellhorn (The Weather in Africa), Philo Ikonya (Kenya, will you marry me?). Depuis le milieu des années 2000, la littérature africaine gagne du terrain par rapport à la littérature occidentale dans les librairies kényanes, grâce à des auteurs reconnus internationalement comme Yvonne Adhiambo Owuor et Okwiri Oduor.

## Artisanats
- bijouterie, orfèvrerie
- artisanat Makonde : sculpture bois
- artisanat sacs : Kikuyu, Kiondo, Luo
- artisanat cuir
- artisanat métal : plateaux, coffres
- artisanat bois : barques

### Tissus
- Kanga (vêtement)
- Kitenge (vêtement)
- Pagne kita

## Arts visuels
L'art contemporain y est encore à ses balbutiements, et cette écume manifeste aussi la profondeur des cultures sous-jacentes.
- Artistes kényans

### Peinture
Les galeries sont nombreuses à Nairobi. Les premières naquirent dans les années 1960 dans le centre-ville, près des hôtels, c'est-à-dire près des lieux de vente, souvent aidées par des fondations anglaises. La galerie Paa Ya Paa Arts a brûlé en 1997, perdant une importante partie de sa collection. Mais sa propriétaire, ne perdit pas espoir pour autant et elle créa un nouvel espace où se réunissent poètes, peintres et musiciens. L'autre galerie historique est Watatu au centre-ville. Animée par Ruth Shaffner, elle fut le berceau de l'art contemporain au Kenya. La galerie mettait en valeur des œuvres d'artistes souvent autodidactes, au style narratif et peignant à gros traits des scènes bucoliques très colorées ou laissant libre cours à des séquences oniriques. D'autres galeries ont pris le relais comme le Nairobi Museum, le Village Market ou la Maison française. La plus novatrice des galeries est certainement RaMoMa (Rahimtulla Museum of Modern Art), dirigée par Carol Lees et dont le projet est de constituer avec patience et méthode une collection d'œuvres contemporaines de référence : peintures, sculptures, dessins, textiles…
Les artistes aiment à se regrouper en écoles ou en studios pour partager inspiration et techniques picturales. Deux associations ont joué un rôle très important. D'abord celle de la Ngecha Artists Association. Ngecha est un bourg situé à Limuru près de Nairobi. Il y a vingt ans, tout le village peignait et s'adonnait à diverses formes d'expression artistique, de la sculpture à la poterie. Aujourd'hui l'atelier est peu actif, faute de moyens. Une quinzaine d'artistes plus jeunes a préféré se regrouper dans le Banana Hill Studio, qui se situe également près de Nairobi. L’atelier est animé par Shine Tani, un ancien enfant de la rue qui après avoir fait du cirque s'est lancé dans la peinture. Il organise des stages et assure la promotion des tableaux d'une joyeuse bande de peintres au style relativement homogène. Ils affectionnent les scènes cocasses de la vie rurale, autant que les scènes poignantes du monde contemporain : bidonvilles, voleurs, prostituées… Parmi ceux qui passèrent par le studio, certains exposent désormais à l'étranger, comme Joseph Cartoon, King Dodge, Meek Gichugu… Une association plus récente, Kuona Trust, s'est installée au Musée de Nairobi. Elle joue la carte de la professionnalisation des artistes et tente de regrouper des peintres issus des écoles d’art ou de l'université. Une trentaine d'artistes fréquentent assidûment l'atelier sous la direction de Judy Ogana.
Trois figures marquantes ont sorti la peinture kényane du « style afro-saxon » dans laquelle elle se complaisait à l'origine pour satisfaire les goûts d'une clientèle essentiellement touristique et qui appréciait les visions stéréotypées de l'Afrique. Bien qu'il soit ougandais, Jak Katarikawe est considéré comme l'un des pères fondateurs de la peinture kényane. Consacré mondialement pour une œuvre commencée dans les années 1970, il fut appelé le « Chagall d'Afrique centrale » pour sa fantaisie et la liberté qu’il prenait à l'égard de la figuration traditionnelle et sa préférence pour une palette tendre de rose et de bleu, reproduisant des scènes agrestes, des vaches et des oiseaux surtout, léchées à gros traits et inspirées par le souvenir de Kiga, sa région d’origine, près du lac Victoria. Vers la soixantaine, il a trouvé une forme d'apaisement. Sane Wadu est l'autre talent consacré. Il vend dans le monde entier. Il a développé un style plus expressif que strictement descriptif, ancré dans la société contemporaine dont il critique les nombreux errements. Il peint des scènes de ville, pleines d'une foule dense qui se presse, s'entremêle, s'écrase, étouffe sous le poids de la condition humaine dans un espace où toute référence à la perspective a disparu. La doyenne des femmes peintres est Rosemary Karuga. Elle eut la chance d’étudier à la School of Fine Art de Makerere College, avant de gagner de nombreux prix pour une œuvre qui a évolué de la peinture à l’huile au collage, lorsque le prix de matériaux conventionnels – toiles, pinceaux et tubes - devint trop élevé pour sa modeste bourse. À présent, elle découpe des pièces de papier dans les revues et les journaux pour raconter de manière colorée et expressive la vie de son village et des histoires d’animaux.
Justus Kyalo est le chef de file de la seconde génération : grandes fresques fluides aux couleurs fortes en hommage à la femme ou esquisses de danseurs spontanés dans un mouvement de couleurs bleues. El Taweb Daw El Beat, d'origine soudanaise, travaille avec une large palette de moyens techniques pour multiplier les effets décoratifs et évoquer l'intimité des maisons. Son inspiration est nubienne, mais aussi touareg et Massaï. James Mbuthia tente de sortir de l’enfer du naïf africain dans lequel se complaisent ses anciens amis de Banana, sans pour autant abandonner les représentations qu'il préfère : femmes au marché, mères et enfants enlacés, enfants avec leur animal familier. Daniel Kinyanjui propose des scènes d’amour à la circularité apaisante et joyeuse. La nature est un thème récurrent chez Jacob Njoroge, mais il la traite de manière allégorique. Il y a bien d'autres peintres kényans rencontrés au hasard des expositions : Richard Kimathi, Michael Mbai, Richard Onyango, Shade Kamau, Tabitha Mburu, Amos, Sabatian Kiarie, Peter Ngugi, Kama Shah, Samuel Githui, Elijah Ooko… Certains affirment leur prédilection pour les animaux du monde sauvage - et avouent n'avoir jamais vu de près un lion ou un éléphant. Ils peignent le plus souvent d'après photos ou se copiant les uns les autres.
Si la scène artistique est largement dominée par les hommes, les femmes ne sont pas pour autant absentes. On compte une trentaine d'artistes femmes exposantes occasionnelles. Leur travail célébrant la féminité et exprimant leurs joies, leurs frustrations, leurs conquêtes aussi, et la complexité d’être une femme dans une société en transition, a trouvé à se mettre en valeur. Béatrice Ndumi collecte divers objets, le plus souvent des perles et des cauris, qu’elle coud sur la toile pour former des figurines énigmatiques. Dans une veine moins naturaliste, Carolyn Njeri peint sur des fibres de bananiers des paysages ombragés et flous qui tendent vers l’abstraction. « The struggle » de Jane Githingi montre une petite femme désespérée, sur le point d’être engloutie par un raz de marée de formes qui rappellent ses peurs indéfinies et l’oppression sexuelle. Les femmes militantes exposent aussi. Tabitha Wathuku se considère comme une « messagère ». Elle utilise toute la toile pour faire de l’espace à la liberté. Elle dit aux femmes : Ne vous excusez jamais d'être femme ! Le militantisme de Turagah Hahnah « Ngaho » est moins agressif mais aussi résolu. Sa peinture suggère combien les femmes s’anéantissent à tenter de s’imposer au sein de leur communauté aux traditions aliénantes.
Il existe une peinture white kényane. Trois artistes blancs tentent de s'échapper hors d’une catégorisation trop étroite et parviennent, par des chemins divers à des synthèses personnelles. Timothy Brooke, installé au Kenya depuis 1947, a autrefois conçu 26 peintures à partir des photos qu'il avait prises lors du tournage d'Out of Africa. Elles sont à présent exposées à l'hôtel Norfolk, au style très colonial. À l'hôtel Serena de Nairobi, on découvre également une série superbe sur les Samburu, les femmes avec le visage serti de perles tourné vers le soleil levant, et les hommes maigres trayant des vaches. Brooke a une conscience aiguë de l'autonomie du champ pictural ; « un art d'équilibre, de pureté et de tranquillité » pour reprendre l'ambition qui fut celle de Matisse. Mary Collis alterne, selon les défis qu’elle se donne à un moment donné, l'abstrait avec une palette énergique de couleurs électriques et la référence explicite au post-impressionnisme dans des jardins paisibles et radieux. Elle est proche des jeunes talents kényans qu'elle aide et forme. Comme Géraldine Robarts, une autre artiste accomplie. Elle fut professeur à Makerere entre 1964 et 1972, où elle introduisit la technique du batik, un procédé qui consiste à masquer certaines zones d’un tissu avec de la cire pour empêcher leur imprégnation par la teinture. Devant des objets disparates, toiles, feuilles de carton, pièces d’aluminium, morceaux de corail, Géraldine Robarts a une étonnante force de création.
- Joel Oswaggo[7] (1944-)
- Peintres kényans

### Sculpture

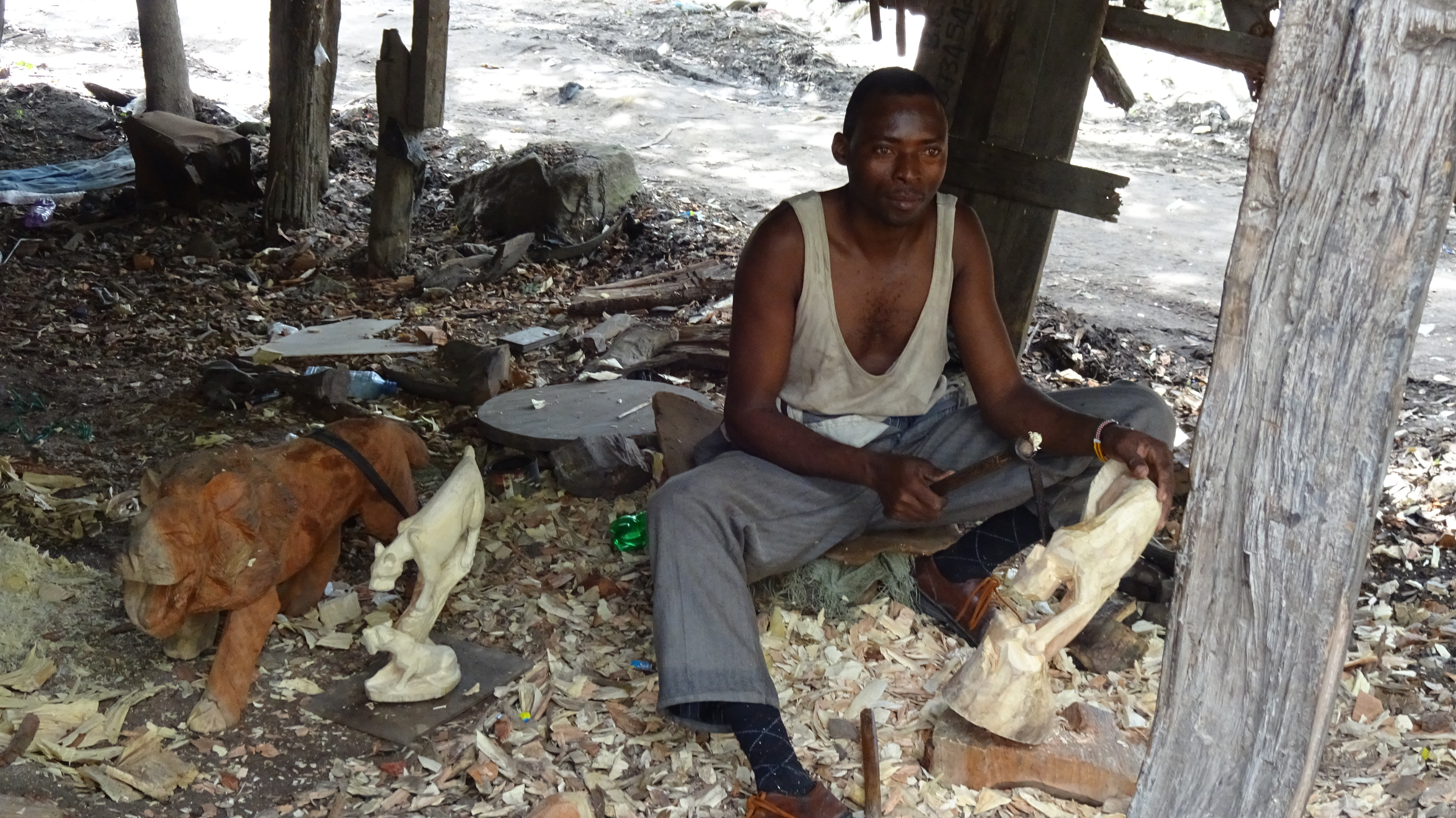
Artisan de Mombasa sculptant des animaux en bois.

- Sculptrices kényanes

### Architecture
- Catégorie:Architecture au Kenya
- Catégorie:Listes de bâtiments et constructions au Kenya (en)

### Photographie
- Photographes kényans

## Arts du spectacle

### Musique
- Liste de musiciens kenyans (en)

La forme artistique la plus prisée est certainement la musique. Comme partout en Afrique, la musique traditionnelle rythme les événements de la vie. Chaque ethnie a un style particulier bien qu'un des points communs est l’utilisation des percussions. Le tambour, ou ngoma (« tambour » en swahili), a donné son nom à ces musiques[précision nécessaire].
Plusieurs groupes ethniques se distinguent par leurs dispositions musicales : les Luo au nord-est du lac Victoria, les Mijikenda sur la côte.
La musique contemporaine est la rencontre de deux univers : les grands lacs et la côte. Le style congolais connu sous le nom de lingala[réf. nécessaire] fut introduit dans les années 1960 par des artistes comme Jean Bosco Mwenda ou Samba Mapangala.
Les orchestres kényans développèrent aussi leur propre style, avec le célèbre titre Jambo Bwana, l’hymne kényan officieux, écrit par le groupe habitué des circuits touristiques : Them Mushrooms.
Bien qu'en perte de vitesse, le style benga reste la musique de danse contemporaine la plus diffusée. Son origine est luo, mais les Kikuyu et les Kamba le pratiquent aussi dans une version sophistiquée. Avec le progrès des techniques instrumentales, les instruments à corde traditionnels, comme la nyatiti, ont été remplacés par des guitares électriques et la batterie de jazz s'est invitée. Parmi les musiciens représentatifs du benga, citons, feu le pionnier du genre, David Owino Misiani ou les groupes musicaux actuels Uyoga et Kapere Jazz Band, ces derniers remettant à l'honneur les instruments traditionnels.
L'ohangla des Luo, qui à l'origine était uniquement joué lors des cérémonies séculières, connaît un certain regain d'attrait avec Tony Nyadundo qui a introduit l'harmonica dans ce style.

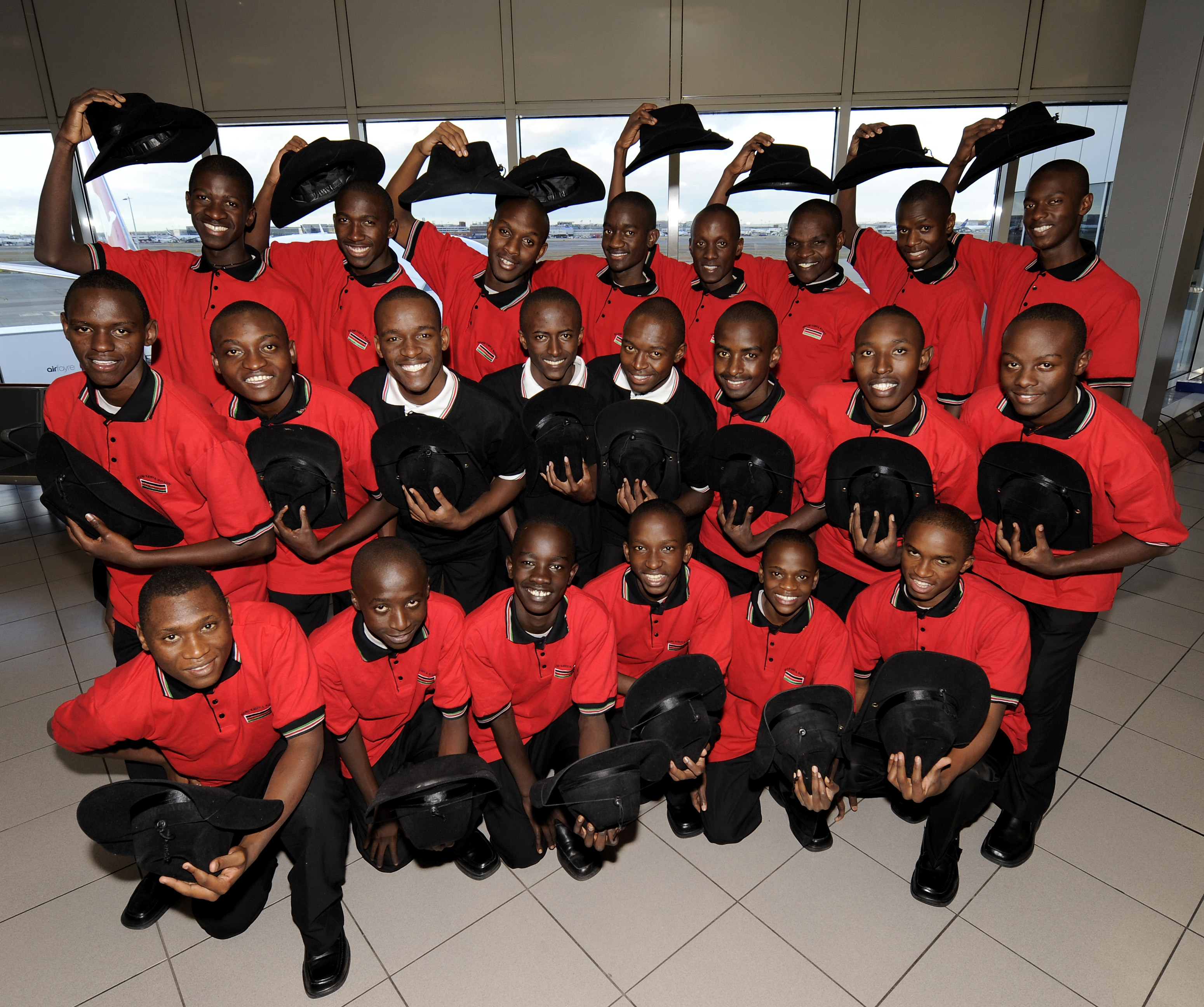
Kenyan Boys Choir.

La musique taarab de la côte qui était, à l’origine, jouée seulement lors des mariages swahilies connaît depuis quelques années une résurgence dans une forme pop.
Les églises, où le chant choral du type gospel est omniprésent, donnent naissance à des groupes vocaux représentatifs des divers courants comme Muungano National Choir ou Kayamba Africa. Certains sont issus des quartiers populaires, comme Yunasi avec ses six chanteurs venus de Mathare Valley, le plus ancien bidonville du Kenya.
Les artistes ont cependant de la peine à transformer l'acquis traditionnel en créations modernes originales comme ce fut le cas dans d'autres régions du continent, au Sénégal ou en Afrique du Sud par exemple. Deux chanteuses sont récemment sorties du périmètre kényan pour acquérir une notoriété internationale : la puissante Achieng Abura (avec l'album Spirit of a Warrior en 2002) et Suzanna Owiyo qui débuta avec des complaintes de son Kisumu natal.
La scène musicale des grandes villes et sur la côte est vibrante dans une variété de boîtes de nuit où tous les styles se retrouvent, avec aujourd’hui une prédilection pour le rap et le hip-hop. Les icônes kényanes de ses styles musicaux sont en rap les duos GidiGidi MajiMaji et Deux vulture ; en hip hop la chanteuse Amani et en musique électronique le groupe Just a Band.
Une autre forme artistique traditionnelle de l'Afrique de l'Est est le sigana, qui mêle narration, chanson, musique, danse, rites et masques en une longue performance. Le Zamaleo ACT de Nairobi est un des nombreux festivals où peuvent rivaliser les conteurs,.

### Théâtre
- Catégorie:Théâtre au Kenya (en)

En mode colonial, le théâtre est anglophone et respectueux des institutions, et très loin des habitudes culturelles et linguistiques des différentes ethnies : conversations, rites, chansons, danses.
Parmi les auteurs dramaturges africains d'avant 2000 : Ngugi wa Thiong'o, Micere Mugo, Francis Imbuga, Kenneth Watene…
Ngugi wa Thiong'o (1938-) a écrit des romans et des pièces de théâtre en kikuyu, qui lui ont valu succès, prison et exil, et lui ont fait rejeter l'anglais au profit du kikuyu et du kiswahili. Il évoque cette expérience de "théâtre de l'opprimé" à Kamirithu (en) (1976-1982) dans Décoloniser l'esprit (1986).

### Autres scènes: marionnettes, mime, pantomime, prestidigitation
Les arts mineurs de scène, arts de la rue, arts forains, cirque, théâtre de rue, spectacles de rue, arts pluridisciplinaires, performances manquent encore de documentation pour le pays…
Pour le domaine de la marionnette, la référence est : Arts de la marionnette au Kenya, sur le site de l'Union internationale de la marionnette UNIMA).
- Kenya Institute of Puppet Theatre (KIPT) (en) (2007)

### Cinéma
- Cinéma kenyan
- Liste de films kenyans (en)

## Patrimoine

### Musées et autres institutions

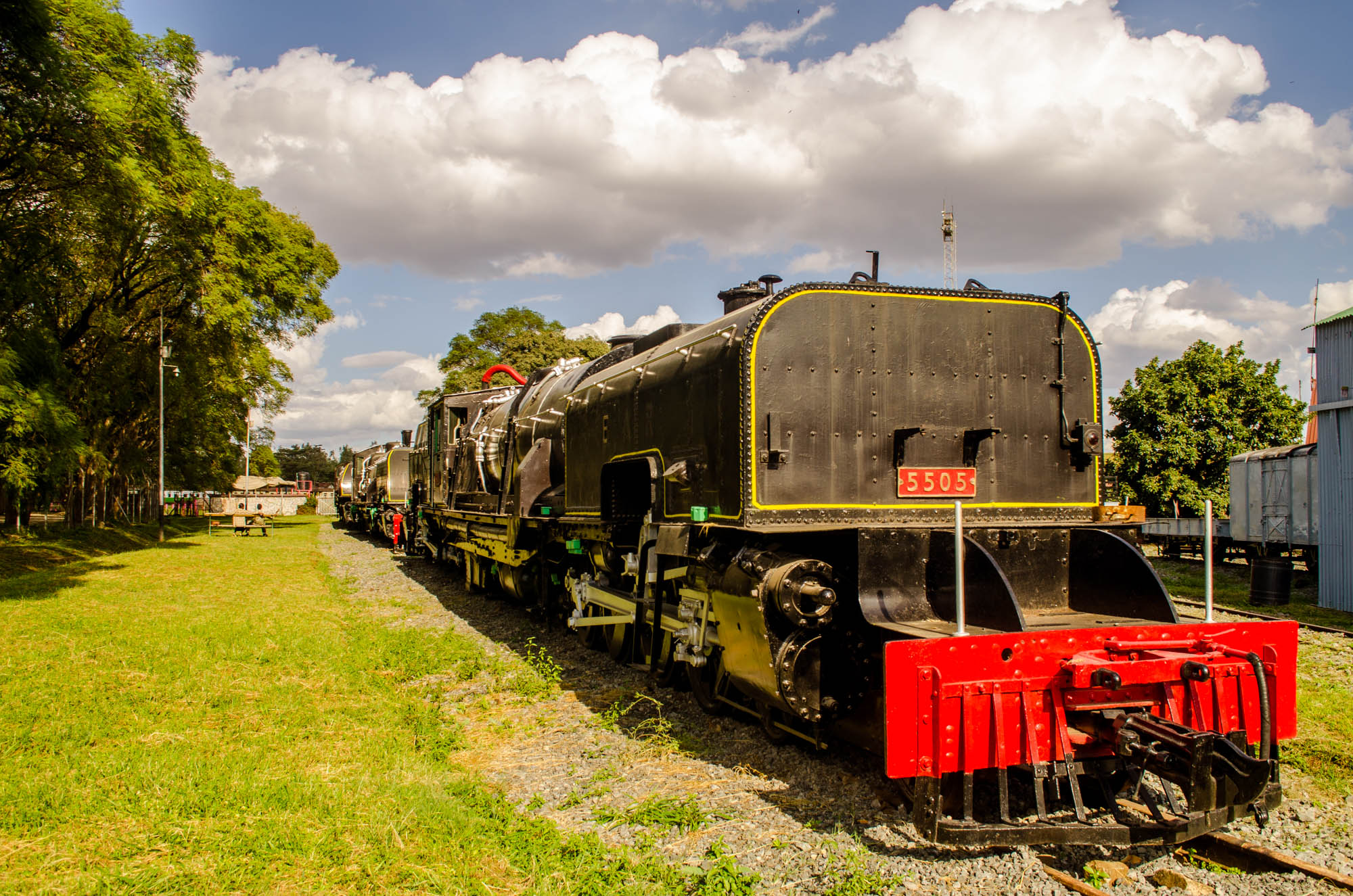
Locomotive à vapeur no 5505 au Musée du chemin de fer de Nairobi.

- Liste de musées au Kenya.

### Liste du patrimoine mondial
Le programme Patrimoine mondial (UNESCO, 1971) a inscrit dans sa liste du patrimoine mondial (au 15 janvier 2016) : liste du patrimoine mondial au Kenya.

### Liste représentative du patrimoine culturel immatériel de l’humanité
Le programme Patrimoine culturel immatériel (UNESCO, 2003) a inscrit dans sa liste représentative du patrimoine culturel immatériel de l’humanité (au 15 janvier 2016) :
- 2009 : Les traditions et pratiques associées aux Kayas dans les forêts sacrées des Mijikenda[11],
- 2014 : La danse Isukuti des communautés Isukha et Idakho de l’ouest du Kenya[12].

### Discographie
- (en) Music of the Kuria and the Gusii of Western Kenya, Smithsonian Folkways recordings, Washington, D.C., 1972
- (en) Work & dance songs from Kenya, Smithsonian Folkways recordings, Washington, D.C., 1975
- (en) Gospel songs from Kenya : Kikamba hymns, Smithsonian Folkways recordings, Washington, D.C., 1976
- (en) Tarabu : music from the Swahili of Kenia, Schott Music & Media, Mayence, 1993
- (en) The bomas of Kenya : songs of African heritage, ARC Music, East Grinstead, West Sussex ; Clearwater, 2002
- Kenya : musiques du Nyanza, Ocora, Harmonia mundi, Paris, 1993 (2 CD)
- L'âge d'or du taarab de Mombasa, 1965-1975, Buda Musique, Socadisc, Paris, 2005

### Filmographie
- (en + sw) The day I will never forget, film documentaire de Kim Longinotto, Royal Anthropological Institute, Londres, 200X, 92 min (DVD)
- (en) The women's Olamal : the organization of a maasai fertility ceremony, film documentaire de Melissa Llelewyn-Davies, Documentary Educational Resources, Watertown, MA, 2007, 110 min (DVD)
- Le Maulidi de Lamu, film documentaire de Gérard Perrier, Réseau France Outre-mer, Paris, ADAV, 2002, 26 min (VHS)
- Le kangourou au Kenya, film d'amusement pour les jeunes de Jacques Pariseau, réseau Canada Québec, ADAV, 2007 27 min (VHS)